# Malcolm Drummond (peintre)
Malcolm Cyril Drummond (24 mai 1880 - 10 avril 1945) est un peintre et graveur anglais, connu pour ses peintures de scènes urbaines et d'intérieurs. Influencé par les postimpressionnistes et Walter Sickert, il est membre du Camden Town Group et du London Group.

## Biographie

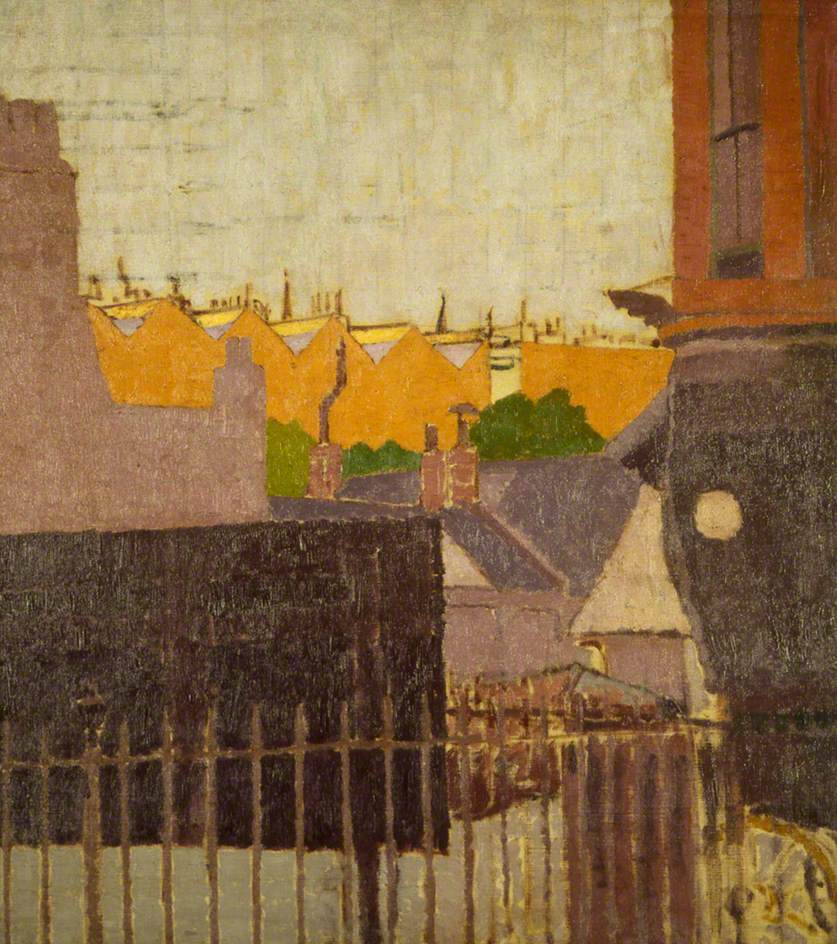
Dos de maisons, Chelsea, 1914

Drummond est né à Boyne Hill, près de Maidenhead, Berkshire, fils du révérend chanoine Arthur Hislop Drummond (1843–1945)  et Anna Harriet Dodsworth, fait ses études à l'Oratory School d'Edgbaston, Birmingham et à Christ Church, Oxford, où il étudie l'histoire. Après avoir travaillé un an pour Lord Faversham en tant que gestionnaire de domaine, il étudie à la Slade School of Art de 1903 à 1907, et sous Walter Sickert à la Westminster School of Art de 1908 à 1910 . Il est membre du Fitzroy Street Group de Sickert, formé en 1907 dans une maison en face du propre studio de Sickert. Ils se réunissent une fois par semaine tous les samedis, partagent des chevalets et étudient de manière critique le travail de chacun. Le groupe comprend également à différentes époques Spencer Frederick Gore, Harold Gillman, Nan Hudson, Ethel Sands (en), Walter Russell, William Rothestein et Albert Rothenstein. C'est le premier d'une succession de tels collectifs qui ont soutenu les peintres tout au long du XXe siècle, concentrant leurs efforts sur le style et la méthode abstraits contemporains.
Il est ensuite membre fondateur du Camden Town Group de 1911 à 1913 créé pour organiser des expositions. Des tensions ont toujours existé dans le groupe entre Sickert et ceux qui protestent contre ses amies. L'un des effets de l'exclusion des femmes est d'augmenter la production de paysages londoniens tout en expérimentant une coloration intense. Drummond est également membre fondateur du London Group en 1914, servant de trésorier en 1921 et exposant avec lui jusqu'en 1932 . Les deux années qui suivent la Grande Guerre sont très productives pour Drummond : il peint plusieurs scènes au Hammersth Palais de Danse et au Palais de justice de Londres. Une commission spéciale est créée pour le retable du Sacré-Cœur de Saint-Pierre d'Édimbourg. Un autre tableau catholique à l'église du Saint Nom, Birkenhead pour le chemin de croix est achevé en 1926.
Il enseigne à la Westminster School of Art jusqu'à ce qu'il quitte Londres pour retourner dans le Berkshire en 1931 à la suite du décès de sa première épouse Zina Lilias Ogilvie qui est également une artiste/illustratrice talentueuse travaillant sous le pseudonyme d'Alexina. Elle illustre, entre autres, A General History of the Pirates by Captain Charles Johnson, édité, avec une préface, par Philip Gosse, imprimé par The Cayme Press. Zina est également une pianiste de concert qui se produit au Wigmore Hall et est très admirée par Walter Sickert et Clive Bell. Malcolm et Zina partagent une passion pour l'art et la musique et travaillent ensemble dans le studio de Malcolm ainsi que des soirées musicales ensemble à la maison, Malcolm accompagnant Zina au violon. En 1937, il perd la vue d'un œil, achevant de perdre la vue en 1942.
L'Arts Council organise une rétrospective à Londres de 1963 à 1964.